# Cass Pennant
Carol Pennant, detto Cass (Doncaster, 6 marzo 1958), è uno scrittore ed ex hooligan inglese, capo della ICF tra gli anni settanta e ottanta.

## Biografia
Nato da genitori giamaicani, sua madre emigrò dalla Giamaica mentre era ancora incinta. A sei settimane Cass fu abbandonato alla Dr. Barnardo's Home e fu preso in adozione da una coppia anziana di Slade Greed nel Kent. Tra gli anni settanta e gli anni ottanta Cass fu membro e leader della firm ICF, un gruppo hooligan al seguito del West Ham.

Sempre in quel periodo, insieme ai suoi più fedeli compagni Freeman e Prentice, Cass rilasciò un'intervista sull'hooliganismo, che in quegli anni era, dopo la regina, la cosa per cui l'Inghilterra era più famosa. Dopo un attacco alla firm del Chelsea fu arrestato e condannato a 4 anni di carcere. Dopo questi 4 anni fu assunto alla sicurezza da un night club di Londra.
"Quando ti sei costruito una reputazione come la nostra, tutti gli altri aspiranti gruppi volevano farsi un nome a spese nostre."
Uno dei suoi più fidati compagni, Prentice, venne avvicinato e accoltellato da tre uomini, un piccolo gruppo di Islington, fanatici dei Gunners, firm dell'Arsenal. Così Cass rispose a questo affronto assieme a Freeman, Prentice e altri uomini, facendogli una "visita" mentre quei tre uomini erano in una tavola calda, ma la faida non finì lì. Cass venne infatti colpito mentre si trovava a lavorare come buttafuori, sempre da uno di loro, con tre colpi di arma da fuoco. Dopo queste esperienze, Cass si dedicò alla letteratura e al cinema scrivendo una serie di libri sul hooliganismo, e prendendo parte ad alcuni film e documentari.

## Opere
Autore:
- Cass (2002)
- Congratulazioni, hai appena incontrato la ICF (2003)
- Top Boys (2006)

Coautore:
- Rolling with the 6.57 Crew: The True Story of Pompey's Legendary Football Fans (2004), scritto con Rob Silvester
- Terrace Legends (2005), scritto con King Martin
- Good Afternoon, Gentlemen, the Name's Bill Gardner (2006), scritto con Bill Gardner
- 30 Years of Hurt: A History of England's Hooligan Army (2006), scritto con Andy Nicholls
- Want Some Aggro? (2007), scritto con Micky Smith